# Barış Falay
Barış Falay (Edremit, Törökország, 1972. április 9.) török sorozatszínész, rendező.

## Élete
Barış Falay Edremit városában született, majd az Ankarai Egyetemen diplomázott. Később az Ankarai Állami Színházban, majd az Izmir Városi Színházban játszott, illetve színházi iskolákban tanított. Később televíziós karrierbe kezdett, az igazi elismerést az Ezel című sorozat hozta meg neki, amiért számos díjat elnyert, és amiben Ali Kirgiz szerepét alakította 2009-2011-ig.

## Televíziós szerepei
| Év        | Film/sorozat (eredeti cím)  | Szerep                | Magyar hang      |
| --------- | --------------------------- | --------------------- | ---------------- |
| 2015-     | Megtört szívek (Paramparça) | Harun                 | Incze József     |
| 2013-2015 | Medcezir                    | Selim Serez           |                  |
| 2011-2012 | Al Yazmalım                 | Cemşit                |                  |
| 2009-2011 | Ezel (Ezel)                 | Ali Kirgiz            | Galbenisz Tomasz |
| 2009      | Children's of Istanbul      |                       |                  |
| 2007      | outside of the circle       | Mafya                 |                  |
| 2006      | My Baby                     | Yavuz Korolu          |                  |
| 2004      | My Wife and My Mom          |                       |                  |
| 2004      | Aliye                       | Mujahit Gurboa (Mujo) |                  |
| 2002      | The Half Apple              |                       |                  |
| 2002      | My Cousins                  | Teacher Ingin         |                  |
| 2001      | 90-60-90                    |                       |                  |
| 2001      | Our Children                |                       |                  |
| 2001      | Sweat Life                  |                       |                  |
| 2001      | The Nanny(turkish)          | Shafak                |                  |
| 1995      | The Flower Taxi             |                       |                  |